# كيم هيون-وو
كيم هيون-وو (هانغل: 김현우) هو لاعب كرة قدم كوري جنوبي في مركز الهجوم، ولد في 17 أبريل 1989 في كوريا الجنوبية. لعب مع نادي سونغنام.

## وصلات خارجية
- كيم هيون-وو على موقع دوري كوريا الجنوبية (الإنجليزية)
- كيم هيون-وو على موقع قاعدة بيانات كرة القدم.إي يو (الإنجليزية)
- كيم هيون-وو على موقع Soccerway.com (الإنجليزية)
- كيم هيون-وو على موقع عالم كرة القدم.نت (الإنجليزية)